# 戸田銀次郎
戸田 銀次郎（とだ ぎんじろう）は、幕末期の水戸藩家老。父は水戸藩家老・戸田忠太夫。銀次郎は戸田氏24世にあたる。

## 系譜
戸田氏は三河譜代の名門の家系であり、銀次郎は戸田氏の支流で水戸藩に仕えた戸田有信の後裔にして水戸藩の世臣であった戸田忠敞の嫡男として生まれる。本家は松本藩主たる戸田（松平）家。江戸初期に活躍した初代松本藩主松平康長の叔父・戸田甚三郎重政の孫・戸田三衛門有信に至って水戸藩に仕官し水戸藩士戸田氏の初代となる。歴代の知行は代々1300石。家紋は六曜。叔父は母方の佐竹家旧臣安島家に養子入りした安島帯刀。従兄弟には里見四郎左衛門親賢がいる。

## 生涯
弘化年間、父忠敞が斉昭宥免運動に加担した咎で、隠居を命ぜられると小普請組となる。嘉永5年（1852年）、大番組、嘉永6年（1853年）には使番に転任し、江戸詰となる。安政2年（1855年）におきた安政の大地震の発生により父が圧死すると、同年12月に家督を相続し、目付に昇進した。
安政5年（1858年）7月、格式用人上座江戸御側用人となり、同年9月には水戸詰に転任し、翌年には学校掛となる。万延元年（1860年）閏3月、大番頭上座用達、同年10月には格式大寄合頭上座に上る。文久元年（1861年）、『大日本史』編輯懸。その後、藩主・徳川慶篤に随い江戸－水戸間を往復する。
同3年（1863年）2月に藩主慶篤上洛に随行し、主君の側にあって側近としての重きをなした。この時期、全国的な尊皇攘夷の風潮が高まっていたこともあり、銀次郎は時節の変化にも触れることとなった。同年9月には大砲製造懸兼務となり、翌年の元治元年（1864年）3月に水戸藩尊皇攘夷派が筑波山に挙兵した、水戸天狗党の乱が起きると、銀次郎もこれに同調の動きを見せた。4月、用人免職となるが、6月に再勤し、藩内佐幕派の頭目・市川三左衛門らの南上に対して、これに処罰を加えるなど、尊皇対佐幕の闘争の中で奔走することとなった。銀次郎は領内平定のため、尽力するが、政争のため、8月に免職となる。
慶應元年（1865年）、表向きは市川ら諸生派に同意を装い、江戸に上るが、抗争の沈静化のために動く中で市川らとの関係も微妙となり、尊皇派を中心とした党派を組んだという名目で御用長屋に禁固される。7月、同所にて病没した。享年37。
靖国神社に祭神として合祀される。

## 家系
戸田氏は源義家の七男・源義隆を祖とする。義隆の孫・森頼定の（森氏の初代）の十男・信義（戸田氏の初代）より発祥するという。または正親町三条家を本家とする藤原氏の家系とも。
戸田弾正少弼康光-戸田丹波守宜光-戸田甚三郎重政-戸田十蔵有利-戸田三衛門有信-戸田三衛門有重-戸田善十郎有次-戸田陸之衛門忠長-戸田銀次郎忠真-戸田三衛門忠之-戸田忠太夫忠敞（蓬軒）-戸田銀次郎忠則